# رونكوفيرارو
رونكوفيرارو (مانتوفانو: Roncafrèr) هي (بلدية) في مقاطعة مانتوفا في منطقة لومباردي الإيطالية، وتقع على بعد حوالي 140 كيلومتر (87 ميل) جنوب شرق ميلانو وحوالي 11 كيلومتر (7 ميل) جنوب شرق مانتوفا.
تقع رونكوفيرارو على حدود البلديات التالية: بانولو سان فيتو وبيغاريلو وقلعة دياريو ومنتوة وسان جورجيو دي ما نتوفا وسوستينتي وفيليمبنتا.

## تاريخ
وفقًا للتقاليد، كان مقر الحاكم هو مقر الاجتماع بين البابا ليو الأول وأتيلا عام 452. أيضًا في جوفرنولو، أصيب كوندوتييرو جيوفاني داللي باندي نيري برصاصة مدفعية في عام 1526، ثم مات لاحقًا متأثرًا بالجروح التي تلقاها.
خلال حروب الاستقلال الإيطالية، نظرًا لجسره الاستراتيجي المهم فوق نهر مينشيو، كان جوفرنولو موقعًا لمعركتين:
- كانت المعركة الأولى في (24 أبريل 1848) عندما سمح لجيش موديني الصغير بصد هجوم النمساوي ضد قلعة مانتوفا.
- والمعركة الثانية في (18 يوليو 1848) عندما غزا الجنرال البيدمونتى أوزيبيو بافا الجسر.